# バディ・ボールデン
バディ・ボールデン（Buddy Bolden、1877年9月6日 - 1931年11月4日）は、アフリカ系アメリカ人のコルネット奏者で、アフリカにルーツをある楽器奏法をニューオーリンズ・スタイルへと発展させた主要な人物であると考えられている。その音楽は、のちにジャズとして知られることとなった。「ジャズの父」と呼ばれることもあり、彼こそがジャズの創始者であると伝える人も少なくない。

## 人生
バディ・ボールデンはキング・ボールデンとして知られ、1900年頃から、当時は精神分裂病と呼ばれていた統合失調症によって演奏能力を失う1907年まで、彼のバンドはニューオーリンズで最高の呼び物であった。
彼の演奏の録音が残存しているのかは不明であるが、非常に大きな音であったことや絶え間のない即興演奏をしていたということで知られている。
バディ・ボールデンについてはしっかりとした口述歴史があるのに、彼の人生についての事実は華やかな作り話により失われ続けている。彼について、理容師を職業としていたとか、「クリケット」というスキャンダルのタブロイド紙を発行していたとかいった話は、何十年も前に暴かれているにもかかわらず、繰り返し活字となって出版され続けている。
ボールデンは1907年、30歳の時、急性アルコール精神病の症状を負った。詳細な検査により精神分裂病と診断され、精神病院に入院した。そしてそこが、彼が残りの人生を過ごす場所となった。
ボールデンはホールト共同墓地で墓標のない墓に埋葬された。ニューオーリンズにある貧困者のための墓地である。1998年、ボールデンの記念碑がホールト共同墓地に建てられたが、彼が埋葬された正確な場所は依然として不明である。

## 音楽

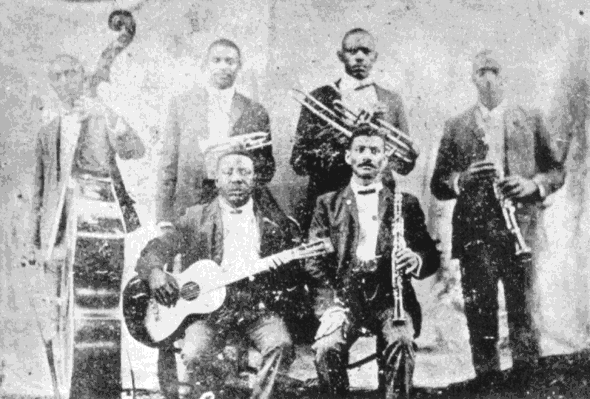
1905年頃のThe Bolden Band。
後列左から: Jimmy Johnson、バディ・ボールデン、Willie Cornish、William Warner。
前列左から: Jefferson Mumford、Frank Lewis。

初期のジャズ・ミュージシャンの多くは、ボールデンと彼のバンドのメンバーが「ジャズ」として知られて行くようになる音楽の創始者の位置にいると信じていたが、とはいえ、ボールデンが名を馳せる時代が来るまで、「ジャズ」という言葉はまだ音楽の言葉として一般的に使われることはなかった。
たった一人、ボールデンを「ジャズの父」と名付けた著者がいた。
ボールデンは、より自由で、より即興的な、独自のラグタイムの解釈を創り出し、ブルースにそれを付け加えた功績があるとされ、金管楽器にブルースを演奏させた最初の人物であると考えられている。
彼はまた、住宅地区にある、複数のアフリカ系アメリカ人のバプテスト教会で聴いたゴスペル音楽から着想を得たのだとも言われている。
他のコルネット奏者達を手本にするのではなくて、ボールデンは自分が「耳で」聴いた音楽を自分のコルネットに合うようにして演奏した。
その際に彼は、ラグタイム、黒人の宗教音楽、マーチングバンド、それに田舎のブルースを融合させた、胸を躍らせる斬新な音楽を創り出した。
ボールデンは、当時の典型的なニューオーリンズのダンス・バンドがブルースを演奏するのに適した形に再編成した。つまり、複数の弦楽器をリズム・セクションにし、フロントラインには複数のクラリネット、複数のトロンボーン、そしてボールデンのコルネットを配置した。
ボールデンは、迫力があり、音が大きく、「予想のつかない」演奏スタイルで有名だった。
キング・オリヴァー、フレディ・ケパード、バンク・ジョンソン (Bunk Johnson)、そのほか初期のニューオーリンズのジャズ・ミュージシャン達は、ボールデンの演奏に直接創作意欲をかきたてられた。
知られているかぎりでは、ボールデンの録音は現存しない。彼のバンドのトロンボーン奏者ウィリー・コーニッシュ Willy Cornish は、ボールデンのバンドは1890年代に少なくとも 1 つ円筒式レコードを製作したと主張している。
3 人の昔のニューオーリンズのミュージシャン、ジョージ・バケー、アルフォンス・ピクー Alphonse Picou、ボブ・ライアンズ Bob Lyons もまた、1900年代初期に録音活動（バケーによれば「わらのなかの七面鳥」）をしたことを覚えている。（※「わらのなかの七面鳥」、英："Turkey in the Straw"。日本では「オクラホマ・ミキサー」として知られている。）
研究者ティム・ブルックスは、これらの円筒式レコードは、もし存在していたとしても、地元の音楽販売業者用に私的に録音されたもので、決して大量に流通していたものではないと確信している。
ボールデンのバンドというと最初に連想されるいくつかの歌、「ケアレス・ラブ」や「バケツの穴（"My Bucket's Got a Hole in It"）」は、今もなおスタンダードである。
ボールデンはしばしばオリジナル・ナンバー「Get Out of Here and Go Home」でショーを閉じたが、もうすこしお行儀のいい場では、ラスト・ナンバーに「楽しき我が家（"Home! Sweet Home!"）」をよく演奏した。
とりわけ有名なボールデンの曲のひとつに「ファンキー・バット（Funky Butt）」という歌がある（後に「バディ・ボールデンズ・ブルース（Buddy Bolden's Blues）」として知られる）。これはポピュラー音楽においてごく初期の「ファンク」の概念を語る際の代表的な曲であり、今ではそれ自身が音楽のサブジャンルとなっている。
ボールデンの「ファンキー・バット」は、 ダニー・バーカー Danny Barker がかつて言ったように「密着し合って腹を擦り合わせながら踊る」、汗臭い人々ですし詰めとなった観客席の嗅覚効果のことを表すこととなった。
ボールデンの世代により近い他のミュージシャン達は、この有名な曲は実際におならをしたことに由来すると説明している。
私はバディ・ボールデンがこう言うのを聞いたのだと思った。
臭いケツ、臭いケツ、では演奏を始めてください。
原文
I thought I heard Buddy Bolden say,
Funky-butt, funky-butt, take it away.
この「ファンキー・バット」という歌は、下品な、あるいはみだらな歌詞が付いているボールデンのレパートリーの多くの中のひとつであり、ボールデンが演奏していた荒くれ者が集まる店のいくつかで人気があった。ボールデンのバンドのトロンボーン奏者ウィリー・コーニッシュは自分がこの曲の著作者であると名乗っていた。
この歌は、公共の通りで口笛を吹くことでさえけしからぬとみなされるほど、下品な歌としてよく知られるようになった。
しかしながら、その旋律は初期に発表されたラグタイム・ナンバー「セント・ルイス・ティックル（St. Louis Tickle）」に組み入れられた。

## ボールデンへの賛辞
シドニー・ベシェはボールデンの栄光をたたえて「バディ・ボールデン・ストンプ（Buddy Bolden Stomp）」を作曲した。
デューク・エリントンは1957年の組曲「ア・ドラム・イズ・ア・ウーマン（A Drum is a Woman）」の中でボールデンに敬意を表した。そのトランペット・パートはクラーク・テリー Clark Terry が担当した。
ドクター・ジョンは、彼のアルバム『ゴーイン・バック・トゥ・ニューオーリンズ（Goin' Back to New Orleans）』（1992年）のライナー・ノーツの中で、「I Thought I Heard Buddy Bolden Say」（トラック 5）を「ジャズの先駆者についてのジェリー・ロール・モートンの思い出」と評した。
ルイ・アームストロングは1936年の自伝『Swing That Music』で以下のように書いた。

そういえばここでバディーボルデンの名前に触れないわけにはいかない。ニューオリンズに生まれ育ち、ジャズの誕生を目撃した僕らならだれでも知っているが、そもそも彼が創始者だったんだ。
彼はコルネットを持って1905年にニューオリンズに迷い込んできた。彼がホーンを放り投げるもんだから、みんなは彼が完全にいかれていると思ったらしい。
バディーは酒びたりになっていった。多くのホットなミュージシャン同様、週のうち２、３晩は寝ずに働いていたからだ。彼らは落ち込んで、さらに飲む。彼らのうち、あまりに多くが若いうちにバディーみたいに崩壊していった。
ボルデンの音はあまりにうるさくて強かったんで、静かな日には１マイル（１．３ｋｍ）離れていても彼の音が聴こえたそうだ。
この物語の悲しい部分は、彼が数年後実際に発狂してしまって、まだミシシッピ州ジャクソンの精神病院にいるってことだ。でも彼が発病する前には彼は街の小さなパーティーでは嵐みたいだったということだ。
たしか、ディキシーランド（ジャズ・バンド）がやってきたときに彼は行ってしまった。ボルデンは疑いなく最初の偉大な個人のジャズ・プレーヤーだったが、ディキシーランドみたいなバンドを持ったことがなく、ニューオリンズの外部ではまったく知られなかった。
彼はただの一匹狼の天才で、みんなから先に進みすぎていた。時代を先取りしすぎていたんだ。

## 架空の物語の中のボールデン
ボールデンは、彼の名を持つ何人もの架空の人物を創り出させてきている。
非常に有名なものでは、カナダの作家マイケル・オンダーチェの小説「バディ・ボールデンを覚えているか（Coming Through Slaughter）」では、「バディ・ボールデン」という役を全面に押し出していて、その役はある意味ではボールデンに似ているが、一方では故意にボールデンについて知られていることに反して記している。
ボールデンはオーガスト・ウィルソン August Wilson の劇「セブン・ギターズ Seven Guitars」の中でも突出した登場人物である。ウィルソンの劇のある登場人物（キング・ヘドリー King Hedley）の父は、劇中で、故意にキング・バディ・ボールデンにちなんで彼に名前を付けた。
キング・ヘドリーは四六時中「私はバディ・ボールデンがこう言うのを聞いたのだと思った……」と歌い、バディ・ボールデンが金を出して彼が大農場を買うための金を持ってくるだろうと信じている。
そのうえ、「セブン・ギターズ」に続いてオーガスト・ウィルソンの劇「キング・ヘドリー2世（King Hedley II）」が上演された。このようにしてボールデンは劇中でうまい具合に演じ続けられている。
ボールデンは、「快楽通りの悪魔（Chasing the Devil's Tail）」というデイヴィッド・フルマー David Fulmer の殺人事件推理小説の中で重要な登場人物であり、バンドリーダーというだけではなく殺人事件の被疑者でもある。ボールデンは、その評判により、また本人役で、フルマーの他の本の中にも登場している。
ボールデンは映画「ボールデン!（Bolden!）」の題名の人物であり、この映画は現在制作中である。ボールデンはアンソニー・マッキー Anthony Mackie によりその生涯を演じられているところである。

## より詳しく知るには
- Barker, Danny. 1998. Buddy Bolden and the Last Days of Storyville. New York: Continuum. p. 31.
- Marquis, Donald. In Search Of Buddy Bolden: First Man Of Jazz. Louisiana State University Press. ISBN 0807130931